# Bonneval (Savoie)
Pour les articles homonymes, voir Bonneval et Montpont.
Bonneval, parfois Bonneval-Tarentaise, est une ancienne commune française située dans le département de la Savoie en région Auvergne-Rhône-Alpes.

## Toponymie
La commune porte le nom de Montpont, jusqu'au XIVe siècle.
En francoprovençal, le nom de la commune s'écrit Bnava, selon la graphie de Conflans.
Les habitants de Bonneval, ou Bonneval-Tarentaise, portent le nom de Bonnevalains[réf. souhaitée].

## Histoire
La commune fusionne avec  La Léchère et Feissons-sur-Isère au 1er janvier 2019 pour devenir une commune nouvelle qui garde le nom La Léchère,.

## Politique et administration
| Période                                  | Période  | Identité        | Étiquette      | Qualité |
| ---------------------------------------- | -------- | --------------- | -------------- | ------- |
| Les données manquantes sont à compléter. |          |                 |                |         |
| 2001                                     | ?        | Louis Hyvoz     | sans étiquette |         |
| ?                                        | 2014     | Jacques Laurent | sans étiquette |         |
| mars 2014                                | 2020     | François Jugand | sans étiquette |         |
| 2020                                     | En cours | Manon Decorte   | sans étiquette |         |

## Démographie
L'évolution du nombre d'habitants est connue à travers les recensements de la population effectués dans la commune depuis 1793. Pour les communes de moins de 10 000 habitants, une enquête de recensement portant sur toute la population est réalisée tous les cinq ans, les populations de référence des années intermédiaires étant quant à elles estimées par interpolation ou extrapolation. Pour la commune, le premier recensement exhaustif entrant dans le cadre du nouveau dispositif a été réalisé en 2005.

En 2016, la commune comptait 108 habitants, en évolution de +1,89 % par rapport à 2010 (Savoie : +3,63 %, France hors Mayotte : +2,11 %).
| 1793 | 1800 | 1806 | 1822 | 1838 | 1848 | 1858 | 1861 | 1866 |
| ---- | ---- | ---- | ---- | ---- | ---- | ---- | ---- | ---- |
| 475  | 359  | 490  | 517  | 606  | 590  | 515  | 502  | 496  |

| 1872 | 1876 | 1881 | 1886 | 1891 | 1896 | 1901 | 1906 | 1911 |
| ---- | ---- | ---- | ---- | ---- | ---- | ---- | ---- | ---- |
| 491  | 458  | 492  | 428  | 378  | 363  | 324  | 308  | 307  |

| 1921 | 1926 | 1931 | 1936 | 1946 | 1954 | 1962 | 1968 | 1975 |
| ---- | ---- | ---- | ---- | ---- | ---- | ---- | ---- | ---- |
| 255  | 238  | 268  | 268  | 238  | 210  | 204  | 177  | 133  |

| 1982 | 1990 | 1999 | 2005 | 2006 | 2010 | 2015 | 2016 | - |
| ---- | ---- | ---- | ---- | ---- | ---- | ---- | ---- | - |
| 123  | 126  | 103  | 113  | 113  | 106  | 108  | 108  | - |

## Culture locale et patrimoine

### Lieux et monuments
- Église Saint-Pierre-de-Tarentaise, sous le patronage de Pierre II de Tarentaise, anciennement dédiée soit à saint Antoine, patron secondaire, soit l'apôtre saint Pierre.